# 14069 Krasheninnikov
14069 Krasheninnikov è un asteroide della fascia principale. Scoperto nel 1996, presenta un'orbita caratterizzata da un semiasse maggiore pari a 3,1483424 UA e da un'eccentricità di 0,2193344, inclinata di 22,75403° rispetto all'eclittica.
L'asteroide è dedicato al geografo e antropologo russo Stepan Petrovič Krašeninnikov.